# Natatolana narica
Natatolana narica är en kräftdjursart som först beskrevs av Bowman1971.  Natatolana narica ingår i släktet Natatolana och familjen Cirolanidae.
Artens utbredningsområde är havet kring Nya Zeeland. Inga underarter finns listade i Catalogue of Life.